# Diplogrammus goramensis
Diplogrammus goramensis és una espècie de peix de la família dels cal·lionímids i de l'ordre dels perciformes.

## Morfologia
- Els mascles poden assolir 10 cm de longitud total.[1][2]

## Alimentació
Menja principalment petits invertebrats bentònics.

## Hàbitat
És un peix marí, de clima tropical i associat als esculls de corall que viu entre 5-34 m de fondària.

## Distribució geogràfica
Es troba a la Samoa Nord-americana, Austràlia (incloent-hi l'Illa Norfolk), la Xina, Fiji, Guam, Indonèsia, el Japó (incloent-hi les Illes Ryukyu), les Illes Marshall, Micronèsia, Nova Caledònia, Palau, Papua Nova Guinea, les Filipines, Samoa, Tonga i el Vietnam.

## Observacions
És inofensiu per als humans.